# Lucas Arnold Ker
Lucas Arnold Ker es un extenista argentino nacido el 12 de octubre de 1974 en Buenos Aires. Era especialista en dobles, modalidad en la que conquistó 15 títulos de la ATP y ha competido en numerosas ocasiones representando al Equipo de Copa Davis de Argentina. En el año 2009 integró el equipo de Copa Davis que derrotó a Países Bajos por 5 a 0 en el estadio Parque Roca.
En la modalidad de singles, alcanzó el puesto 77 y fue el primer argentino en derrotar a Roger Federer (esto sucedió en el Torneo de Gstaad en 1998).

## Torneos ATP (15; 0+15)

### Individuales (0)

#### Clasificación en torneos del Grand Slam
| Torneo               | 1999 | 1998 | Títulos |
| -------------------- | ---- | ---- | ------- |
| Abierto de Australia | 1R   | 1R   | 0       |
| Roland Garros        | -    | 2R   | 0       |
| Wimbledon            | -    | 1R   | 0       |
| US Open              | -    | 3R   | 0       |
| Tennis Masters Cup   | -    | -    | 0       |

### Dobles (15)

#### Títulos
| Leyenda                |
| Grand Slam (0)         |
| Tennis Masters Cup (0) |
| ATP Masters Series (0) |
| ATP Tour (15)          |

| N.º | Fecha                    | Torneo       | Superficie    | Pareja          | Oponentes en la final                 | Resultado         |
| --- | ------------------------ | ------------ | ------------- | --------------- | ------------------------------------- | ----------------- |
| 1.  | 5 de agosto de 1996      | San Marino   | Tierra batida | Pablo Albano    | Mariano Hood Sebastián Prieto         | 6-1 6-3           |
| 2.  | 7 de junio de 1999       | Merano       | Tierra batida | Jaime Oncins    | Marc-Kevin Goellner Eric Taino        | 6-4 7-6           |
| 3.  | 9 de agosto de 1999      | San Marino   | Tierra batida | Mariano Hood    | Petr Pála Pavel Vízner                | 6-1 6-4           |
| 4.  | 13 de septiembre de 1999 | Mallorca     | Tierra batida | Tomás Carbonell | Alberto Berasategui Francisco Roig    | 6-1 6-4           |
| 5.  | 27 de septiembre de 1999 | Bucarest     | Tierra batida | Martín García   | Marc-Kevin Goellner Francisco Montana | 6-3 2-6 6-3       |
| 6.  | 6 de marzo de 2000       | Bogotá       | Tierra batida | Pablo Albano    | Joan Balcells Mauricio Hadad          | 7-6(4) 1-6 6-2    |
| 7.  | 12 de febrero de 2001    | Viña del Mar | Tierra batida | Tomás Carbonell | Mariano Hood Sebastián Prieto         | 6-4 2-6 6-3       |
| 8.  | 19 de febrero de 2001    | Buenos Aires | Tierra batida | Tomás Carbonell | Mariano Hood Sebastián Prieto         | 5-7 7-5 7-6(5)    |
| 9.  | 23 de septiembre de 2002 | Palermo      | Tierra batida | Luis Lobo       | František Čermák Leoš Friedl          | 6-4 4-6 6-2       |
| 10. | 22 de septiembre de 2003 | Valencia     | Tierra batida | Mariano Hood    | Brian MacPhie Nenad Zimonjić          | 6-1 6-7(7) 6-4    |
| 11. | 22 de septiembre de 2003 | Palermo      | Tierra batida | Mariano Hood    | František Čermák Leoš Friedl          | 7-6(6) 6-7(3) 6-4 |
| 12. | 16 de febrero de 2004    | Buenos Aires | Tierra batida | Mariano Hood    | Federico Browne Diego Veronelli       | 7-5 6-7(2) 6-4    |
| 13. | 27 de septiembre de 2004 | Bucarest     | Tierra batida | Mariano Hood    | José Acasuso Óscar Hernández          | 7-6(5) 6-1        |
| 14. | 27 de septiembre de 2004 | Palermo      | Tierra batida | Mariano Hood    | Gastón Etlis Martín Rodríguez         | 7-5 6-2           |
| 15. | 16 de mayo de 2005       | Sankt Pölten | Tierra batida | Paul Hanley     | Martin Damm Mariano Hood              | 6-3 6-4           |

#### Finalista (18)
| N.º | Fecha                    | Torneo          | Superficie    | Pareja           | Oponentes en la final                | Resultado      |
| --- | ------------------------ | --------------- | ------------- | ---------------- | ------------------------------------ | -------------- |
| 1.  | 30 de septiembre de 1996 | Marbella        | Tierra batida | Pablo Albano     | Andrew Kratzmann Jack Waite          | 7-6 3-6 4-6    |
| 2.  | 7 de febrero de 2000     | San José        | Dura          | Eric Taino       | Jan-Michael Gambill Scot Humphries   | 1-6 4-6        |
| 3.  | 17 de julio de 2000      | Stuttgart       | Tierra batida | Donald Johnson   | Jiří Novák David Rikl                | 7-5 2-6 3-6    |
| 4.  | 11 de febrero de 2002    | Viña del Mar    | Tierra batida | Luis Lobo        | Gastón Etlis Martín Rodríguez        | 3-6 4-6        |
| 5.  | 22 de abril de 2002      | Barcelona       | Tierra batida | Gastón Etlis     | Michael Hill Daniel Vacek            | 4-6 4-6        |
| 6.  | 22 de julio de 2002      | Kitzbühel       | Tierra batida | Àlex Corretja    | Robbie Koenig Thomas Shimada         | 6-7(3) 4-6     |
| 7.  | 17 de febrero de 2003    | Buenos Aires    | Tierra batida | David Nalbandian | Mariano Hood Sebastián Prieto        | 2-6 2-6        |
| 8.  | 7 de abril de 2003       | Estoril         | Tierra batida | Mariano Hood     | Mahesh Bhupathi Max Mirnyi           | 1-6 2-6        |
| 9.  | 7 de julio de 2003       | Båstad          | Tierra batida | Mariano Hood     | Simon Aspelin Massimo Bertolini      | 7-6(3) 0-6 4-6 |
| 10. | 20 de octubre de 2003    | Basilea         | Moqueta       | Mariano Hood     | Mark Knowles Daniel Nestor           | 4-6 2-6        |
| 11. | 19 de julio de 2004      | Kitzbühel       | Tierra batida | Martín García    | František Čermák Leoš Friedl         | 3-6 5-7        |
| 12. | 25 de octubre de 2004    | Basilea         | Moqueta       | Mariano Hood     | Bob Bryan Mike Bryan                 | 6-7(11) 2-6    |
| 13. | 4 de abril de 2005       | Valencia        | Tierra batida | Mariano Hood     | Fernando González Martín Rodríguez   | 4-6 4-6        |
| 14. | 1 de agosto de 2005      | Sopot           | Tierra batida | Sebastián Prieto | Mariusz Fyrstenberg Marcin Matkowski | 6-7(7) 4-6     |
| 15. | 1 de mayo de 2006        | Estoril         | Tierra batida | Leoš Friedl      | Lukáš Dlouhý Pavel Vízner            | 3-6 1-6        |
| 16. | 17 de julio de 2006      | Amersfoort      | Tierra batida | Christopher Kas  | Alberto Martín Fernando Vicente      | 4-6 3-6        |
| 17. | 14 de julio de 2008      | Kitzbühel       | Tierra batida | Olivier Rochus   | James Cerretani Victor Hănescu       | 3-6 5-7        |
| 18. | 14 de febrero de 2009    | Costa do Sauipe | Tierra batida | Juan Mónaco      | Marcel Granollers Tommy Robredo      | 4-6 5-7        |

#### Challenger (18)
| N.º | Torneo         | Pareja            | Oponentes en la final                            | Resultado       |
| --- | -------------- | ----------------- | ------------------------------------------------ | --------------- |
| 1.  | Mar del Plata  | Arnold Patricio   | Filippo Messori / Federico Mordegan              | 6-4 7-5         |
| 2.  | Bogotá         | Arnold Patricio   | Danilo Marcelino / Nuno Marques                  | 3-6 7-6 7-6     |
| 3.  | San Pablo      | Arnold Patricio   | Otavio Della / Marcelo Saliola                   | 6-2 4-6 6-1     |
| 4.  | Liubliana      | Arnold Patricio   | Shelby Cannon / Rikard Bergh                     | 6-1 3-6 6-1     |
| 5.  | Ostend         | Skoch, David      | Wim Neefs / Yuri Soberon                         | 7-6 6-1         |
| 6.  | Liubliana      | Orsanic, Daniel   | David Škoch / Fernon Wibier                      | 6-0 6-4         |
| 7.  | Graz           | Tom Vanhoudt      | Alberto Martín / Albert Portas                   | 6-1 6-2         |
| 8.  | Santiago       | Jaime Oncins      | Diego Del Río / Mariano Puerta                   | 6-2 6-2         |
| 9.  | Río Grande     | Daniel Orsanic    | Mariano Hood / Diego Del Rio                     | 7-5 3-6 6-3     |
| 10. | Punta del Este | Marcelo Filippini | Gonzalo Rodríguez / Paulo Carvallo               | 6-1 6-4         |
| 10. | Montevideo     | Gaston Etlis      | German Puentes / Juan Balcells                   | 6-4 6-4         |
| 11. | Buenos Aires   | Pablo Albano      | Andrés Schneiter / Sergio Roitman                | 6-1 6-3         |
| 12. | Zagreb         | Mariano Hood      | Simon Aspelin / Todd Perry                       | 2-1 0-0 0-0 RET |
| 14. | Szczecin       | Mariano Hood      | Óscar Hernández / Alberto Martín                 | 6-0 6-4         |
| 15. | Buenos Aires   | Sebastián Prieto  | Santiago Ventura / Rubén Ramírez Hidalgo         | 6-0 6-4         |
| 16. | Biella         | Agustín Calleri   | Martín Vassallo Argüello / Juan Martín del Potro | 7-6 6-2         |
| 17. | Scheveningen   | Máximo González   | Thomas Schoorel / Nick Van Der Meer              | 7-5 6-2         |
| 18. | San Marino     | Sebastián Prieto  | Johan Brunstrom / Jean-Julien Rojer              | 7-6 2-6 7-6     |

#### Clasificación en torneos del Grand Slam
| Torneo               | 2008 | 2007 | 2006 | 2005 | 2004 | 2003 | 2002 | 2001 | 2000 | 1999 | 1998 | 1997 | Títulos |
| -------------------- | ---- | ---- | ---- | ---- | ---- | ---- | ---- | ---- | ---- | ---- | ---- | ---- | ------- |
| Abierto de Australia | 3r   | -    | -    | -    | 1r   | 1r   | 3r   | 2r   | -    | 3r   | 1r   | -    | 0       |
| Roland Garros        | 3r   | -    | 1r   | 3r   | 1r   | CF   | 3r   | CF   | 2r   | 1r   | 1r   | SF   | 0       |
| Wimbledon            | 2r   | -    | 1r   | 1r   | 2r   | 1r   | 1r   | 3r   | 1r   | -    | -    | -    | 0       |
| US Open              |      | -    | 1r   | 1r   | 2r   | 3r   | 1r   | 2r   | 2r   | 2r   | -    | 2r   | 0       |
| Tennis Masters Cup   |      | -    | -    | -    | -    | -    | -    | -    | -    | -    | -    | -    | 0       |